# 고창남중학교
고창남중학교(高敞南中學校)는 대한민국 전북특별자치도 고창군 성송면 향산리에 있는 사립 중학교이다.

## 학교 연혁
- 1974년 10월 16일 : 제1대 이사장 반재동 선생 취임
- 1976년 12월 10일 : 2층 4개 교실겸 개폐식 소강당 증축공사 완공
- 1980년 9월 10일 : 설립자 송파 반재동 선생 동상건립 제막
- 2018년 1월 17일 : 도서실 현대화 사업
- 2018년 8월 10일 : 과학실 현대화 사업
- 2019년 11월 29일 : 이진희 제4대 이사장 취임
- 2024년 2월 8일 : 제49회 졸업식(졸업생 총수 4,831명)
- 2024년 3월 1일 : 서영안 제11대 교장 취임

## 참고 자료
- 고창남중학교 - 한국교육학술정보원 학교알리미